# Alexander Wassilko von Serecki (Politiker)

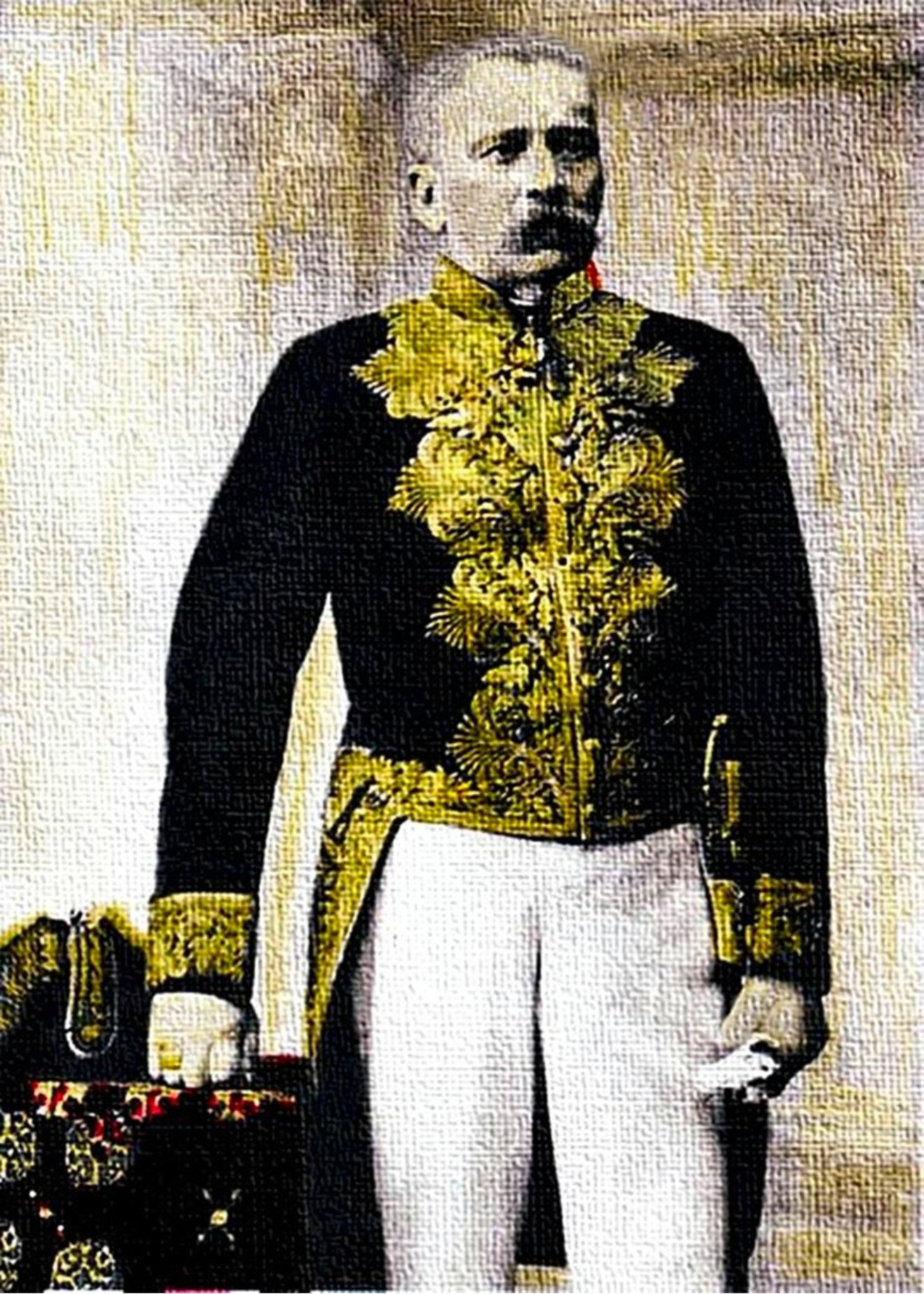
Freiherr Alexander Wassilko von Serecki

Freiherr Alexander Wassilko von Serecki (* 17. Dezember 1827 in Berhometh; † 20. August 1893 in Lopuszna/Lăpuşna) war ein österreichisch-ungarischer Politiker rumänischer Herkunft. Er war k.u.k. Wirklicher Geheimer Rat, Mitglied des Herrenhauses des österreichischen Reichsrats auf Lebenszeit, langjähriger Abgeordneter des Bukowiner Landtags sowie Landeshauptmann des Herzogtums Bukowina. Er entstammte dem Hochadelsgeschlecht Wassilko von Serecki.

## Biographie

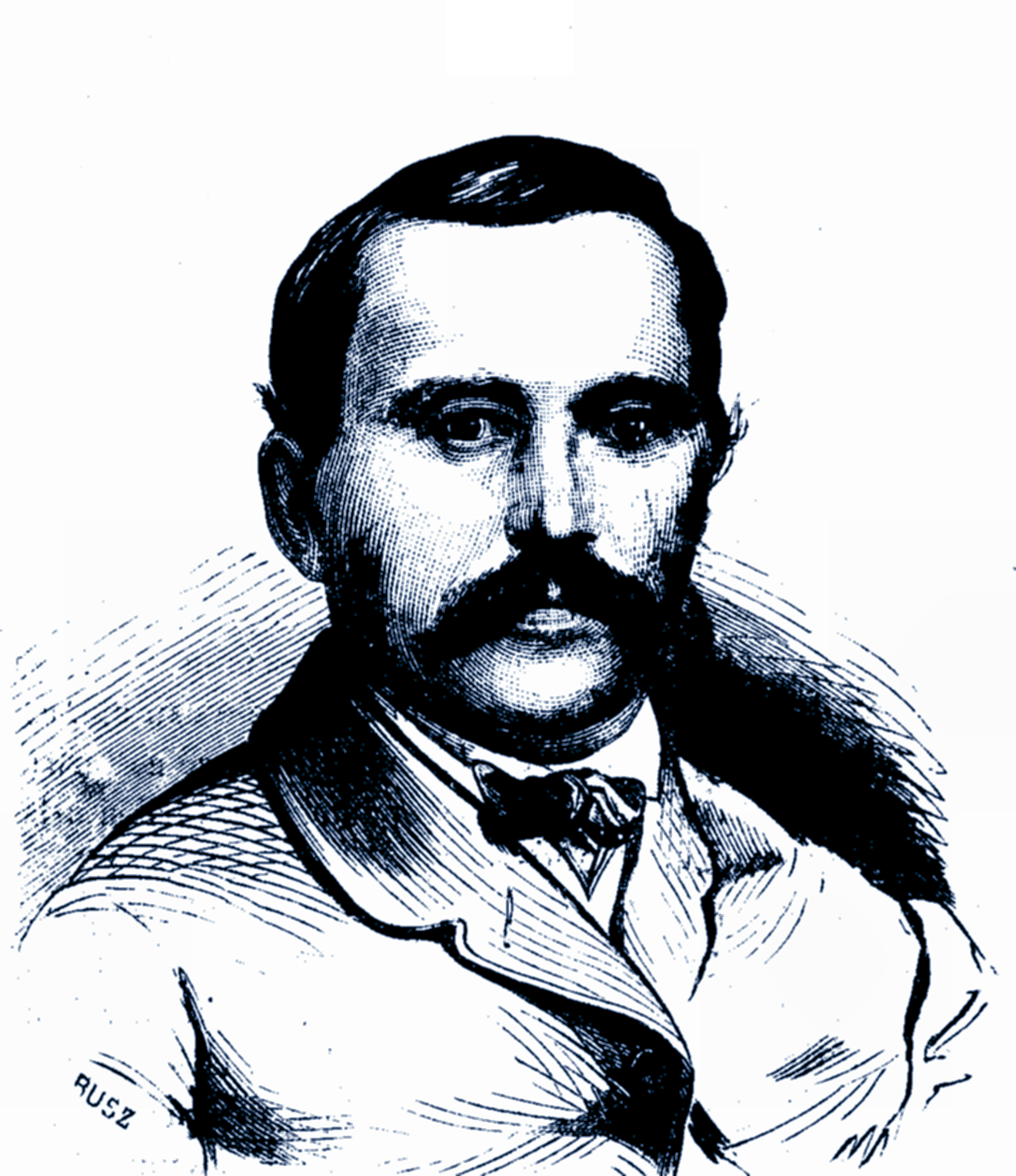
Alexander Freiherr Wassilko von Serecki vor 1865

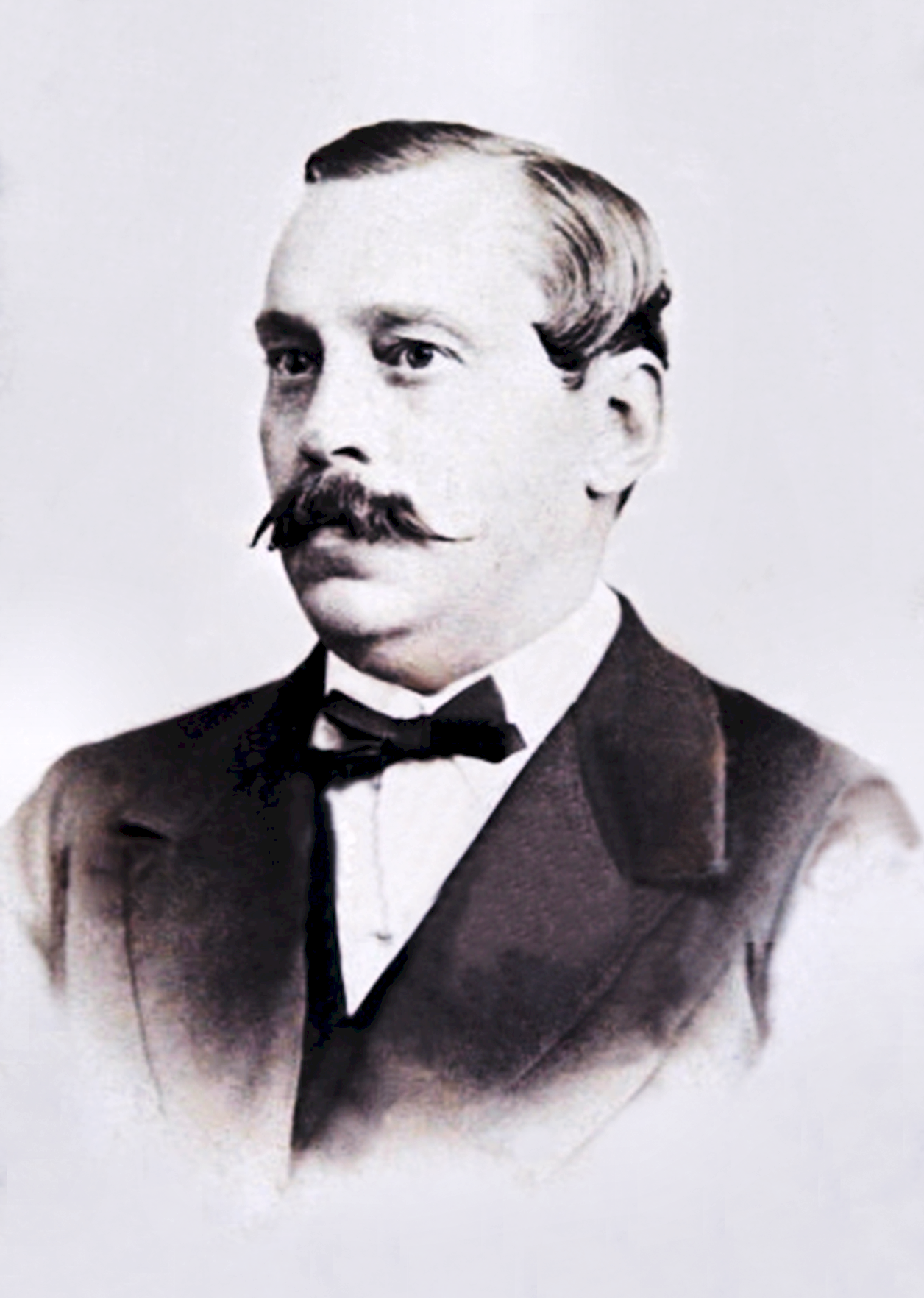
Alexander Freiherr Wassilko von Serecki nach 1867

Alexander studierte nach seinem Abitur, das er 1846 mit Auszeichnung abschloss, Philosophie in Czernowitz und Rechtswissenschaft in Lemberg. Ab 1850 wirkte er als Advokat in Czernowitz. Seit dem Jahr 1859 verwaltete Alexander die Güter seines erkrankten Vaters, Jordaki.

### Politische Karriere

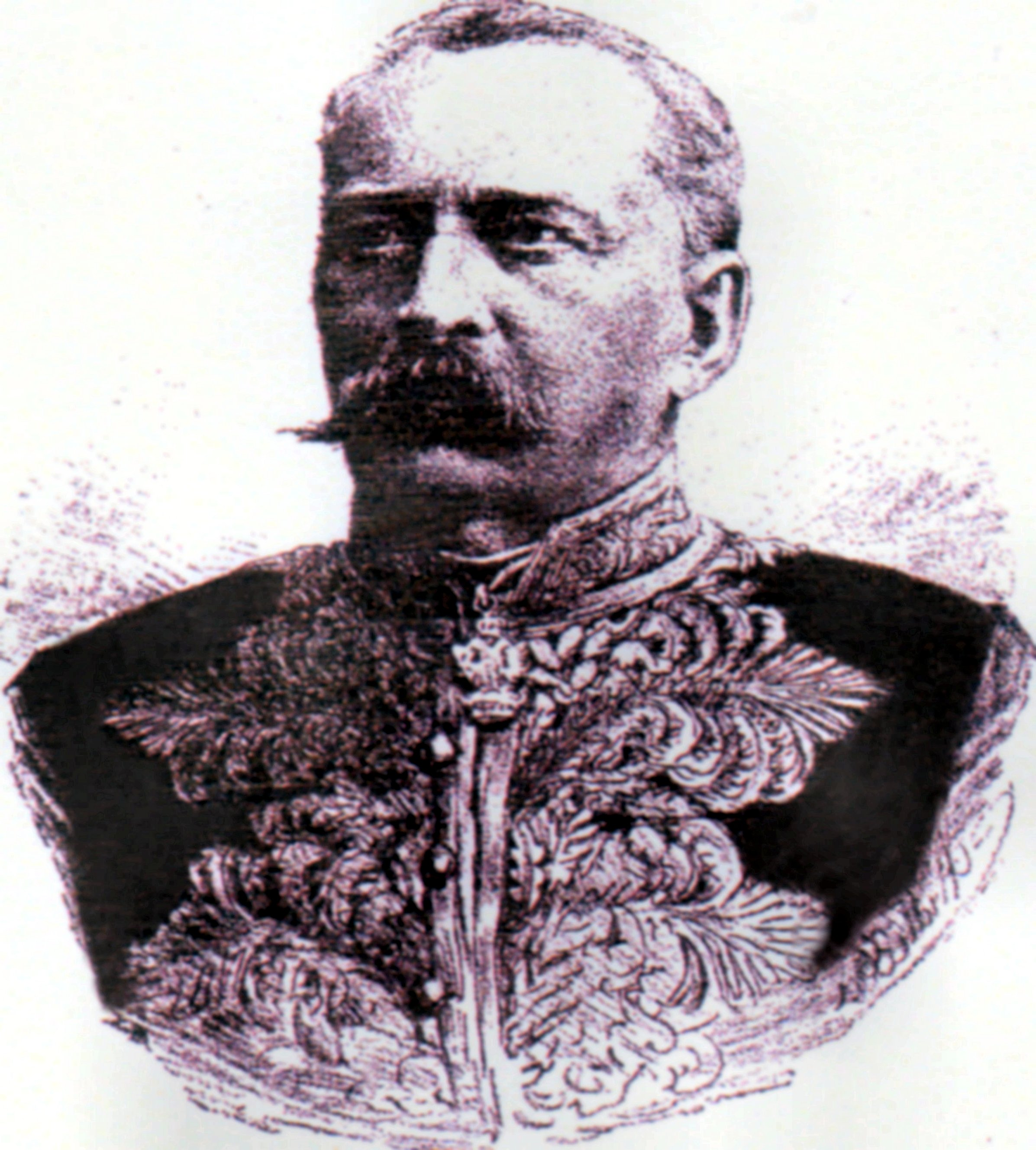
Alexander Wassilko von Serecki um 1888

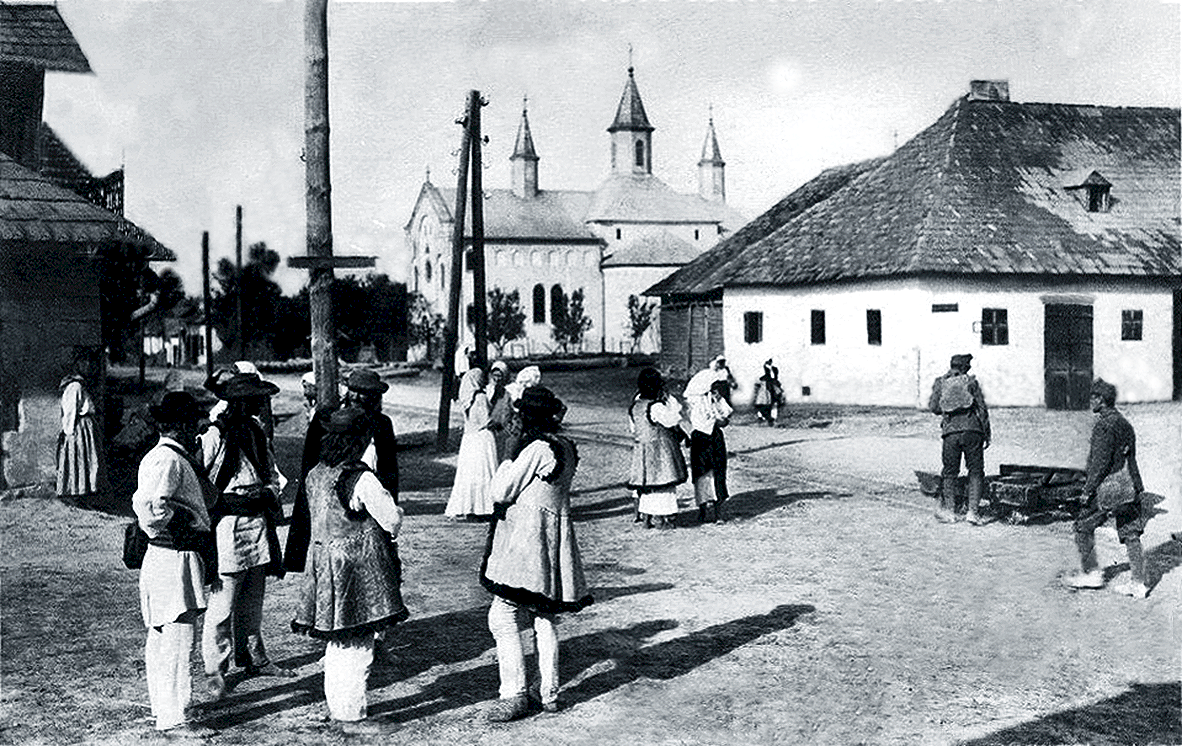
Berhometh z. Zt. der Elektrifizierung um 1890

Alexander, Großgrundbesitzer und Mitglied der autonomistischen Rumänischen Konservativen Partei, begann seine politische Karriere 1862, als er zum Abgeordneten in den Bukowiner Landtag gewählt wurde. Hier besetzte er als einer der wichtigsten Führer der föderalistischen Fraktion des rumänischen Adels die Position des Landeshauptmanns des Herzogtums Bukowina zwischen 1870–1871 und 1884–1892. Dort sorgte er für Aufsehen, weil er sich zusammen mit anderen Abgeordneten (unter anderem Eudoxius von Hormuzaki, von Costin, von Flondor) mit erfolgreichen Petitionen nach Wien für die Einschränkung „des Monopols und der Autokratie der Geistlichen der [orthodoxen] Kirche“ einsetzte. Ab 1867 zog er erstmals für den Bezirk Wisznitz in den Landtag ein, für den er von dortigen rumänischen, huzulischen und ruthenische Bevölkerung periodisch wiedergewählt wurde.
1863 war er Mitbegründer, später Ehrenmitglied und Förderer der rumänische Gesellschaft „Junimea“, der einflussreichsten geistigen, kulturellen und politischen rumänischen Vereinigung des 19. Jahrhunderts.
Am 24. Februar 1867 übernahm er, wie auch sein Vater zuvor, das Bukowiner Mandat im Herrenhaus, dem Oberhaus des österreichischen Reichsrates, „auf Lebenszeit“. Er war 13 Jahre lang der einzige Vertreter des Herzogtums Bukowina im Herrenhaus. 1880 wurde auch der Metropolit der Bukowina und Dalmatiens Sylvester Morariu-Andriewicz in dieses Gremium bestimmt.
Am 16. August 1870 wurde er erstmals durch kaiserliche Entschließung zum Landeshauptmann des Herzogtums Bukowina bestimmt.
Durch seine Beziehungen zum Wiener Hof konnte er erreichen, dass ab 1876 die rumänische Sprache als Unterrichtssprache am Lyzeum von Suczawa (vgl. Suceava) zugelassen wurde. Einige Jahre später folgte „die Zulassung der Unterrichtung auf Rumänisch in besonderen Klassen am Gymnasium von Czernowitz“. Trotz seiner Führungsposition in der föderalistischen Fraktion des rumänischen Adels setzte er sich als Landeshauptmanns der Bukowina für das Recht aller Bürger auf freie Ausübung ihrer eigenen Kultur und Religion, sowie Anerkennung ihrer Muttersprache unter dem Dach der Donaumonarchie unter Führung des Kaisers ein.
1881 wurde das Königreich Rumänien gegründet, wonach Alexander sich als strikter Gegner der immer zahlreicher werdenden Befürworter für einen Anschluss der Bukowina an Rumänien erwies. Er galt als früher Vordenker der Idee des Vereinten Europas der Vaterländer.
Am 19. Juli 1884 (sodann am 31. März 1887 und am 21. September 1890) durch Allerhöchste Entschließung erneut zum Landeshauptmann installiert, rief er in seiner in deutscher Sprache gehaltenen Eröffnungsrede im Bukowiner Landtag vom 22. Juli 1884 die Abgeordneten dazu auf, bei der Wahrung der Autonomie und der provinziellen Selbständigkeit innerhalb des österreichischen Staatsgedankens einmütig vorzugehen. Er setzte sich für die gesetzliche Anerkennung der deutschen, rumänischen und ruthenischen Sprachen ein, betonte allerdings, dass die deutsche Sprache das gemeinsame Band aller Völker der Monarchie sei. Diese habe sich faktisch und historisch als einzige Staatssprache herausgebildet und sei deshalb von jedem zu beherrschen.
Nachdem der Freiherr bereits am 1. Mai 1881 von Seiner k.u.k. Apostolischen Kaiserlichen Majestät mit dem Orden der Eisernen Krone 2. Klasse ausgezeichnet worden war, geruhte der Monarch ihm aus Anlass seiner erneuten Ernennung zum Landeshauptmann am 19. Juli 1888 die Würde eines k. u. k. Wirklichen Geheimen Rates zu verleihen. Am 13. Oktober 1888 konstituierte sich unter Vorsitz des Landeshauptmanns Wassilko der Landesverband der Bukowina der Österreichischen Gesellschaft vom Weißen Kreuze zu deren Präsidenten er in der Folge einstimmig gewählt wurde. Bereits zu Beginn seiner zweiten Amtszeit (1888–1891) sorgte er für den Beginn der Elektrifizierung von Czernowitz und der Region. Sein Stammsitz Berhometh profitierte als einer der ersten Orte außerhalb der Hauptstadt davon.

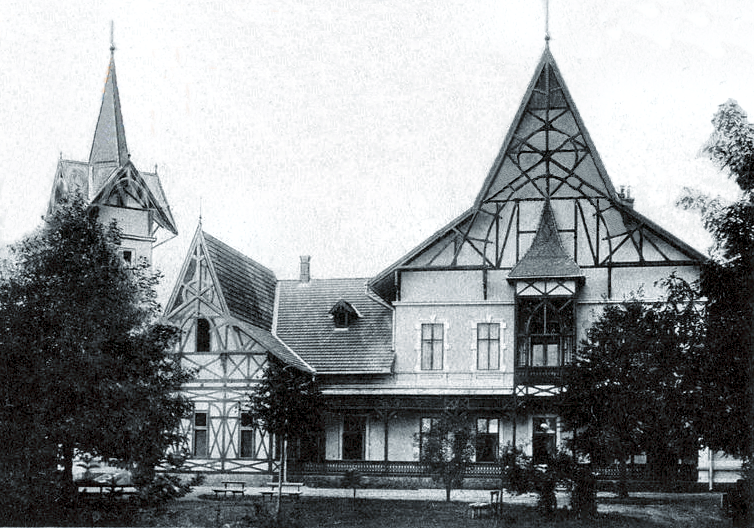
Schloss Berhometh um 1900

Beeinflusst von deutschsprachigen und polnischen Kreisen hatte der Landespräsident Anton Graf Pace von Friedensberg begonnen, den Gebrauch der rumänischen Sprache in Verwaltung und Justiz einzuschränken. Weiters hatte er sich öffentlich, trotz vorheriger Zusagen, dem rumänisch-nationalen Programm des Erzbischofs von Czernowitz sowie Metropoliten der Bukowina und Dalmatiens, Sylvester Morariu-Andriewicz, und seinen Bestrebungen um die kirchliche Autonomie widersetzt. Das führte dazu, dass der Bukowiner Adel und der orthodoxe Patriarch dem vom Landespräsidenten gegebenen Ballfest im Februar 1892 fernblieben. In der Begründung bezichtigte Landeshauptmann Wassilko Pace des inkorrekten sozialen Verhaltens. Obwohl sich die beiden Politiker danach ausgesprochen und den Konflikt beigelegt hatten, war Pace nicht mehr auf dem Posten zu halten und wurde im Mai 1892 abberufen. Interessanterweise erhielt er von dem überwiegend nichtrumänischen Czernowitzer Stadtrat die Ehrenbürgerschaft. Daraufhin erklärte auch Alexander zukünftig nicht mehr als Landeshauptmann zur Verfügung zu stehen, blieb jedoch bis zu den Neuwahlen im Herbst 1892 im Amt. Infolge der Ereignisse schlossen sich die Rumänen aller politischen Strömungen und sozialer Herkunft im Partidul Naţional Român din Bucovina (P.N.R.B.) zusammen. Unter erschwerten Bedingungen erreichte Alexander zusammen mit der Rumänischen Nationalpartei und mit Hilfe zweier ruthenischer Abgeordneter die Regierungsmehrheit. Ebenso fand er Unterstützung durch den neuen Landespräsidenten der Bukowina, Franz von Krauß, den späteren Schwiegervater seines Sohnes Stephan. Alexander blieb bis zu seinem Ableben weiterhin Präsident des Clubul Naţional, der stärksten Fraktion im Landtag.
Alexander bekleidete für Jahrzehnte auch die Position des Präsidenten der Geschworenenkammer am Czernowitzer Gericht. Er war bis zu seinem Tod auch Obmann des 20-köpfigen Kuratoriums der Anthropologischen Gesellschaft in Wien. Er war gleichfalls Mitglied der Österreichischen Akademie der Wissenschaften (Philosophisch-Historische Klasse).

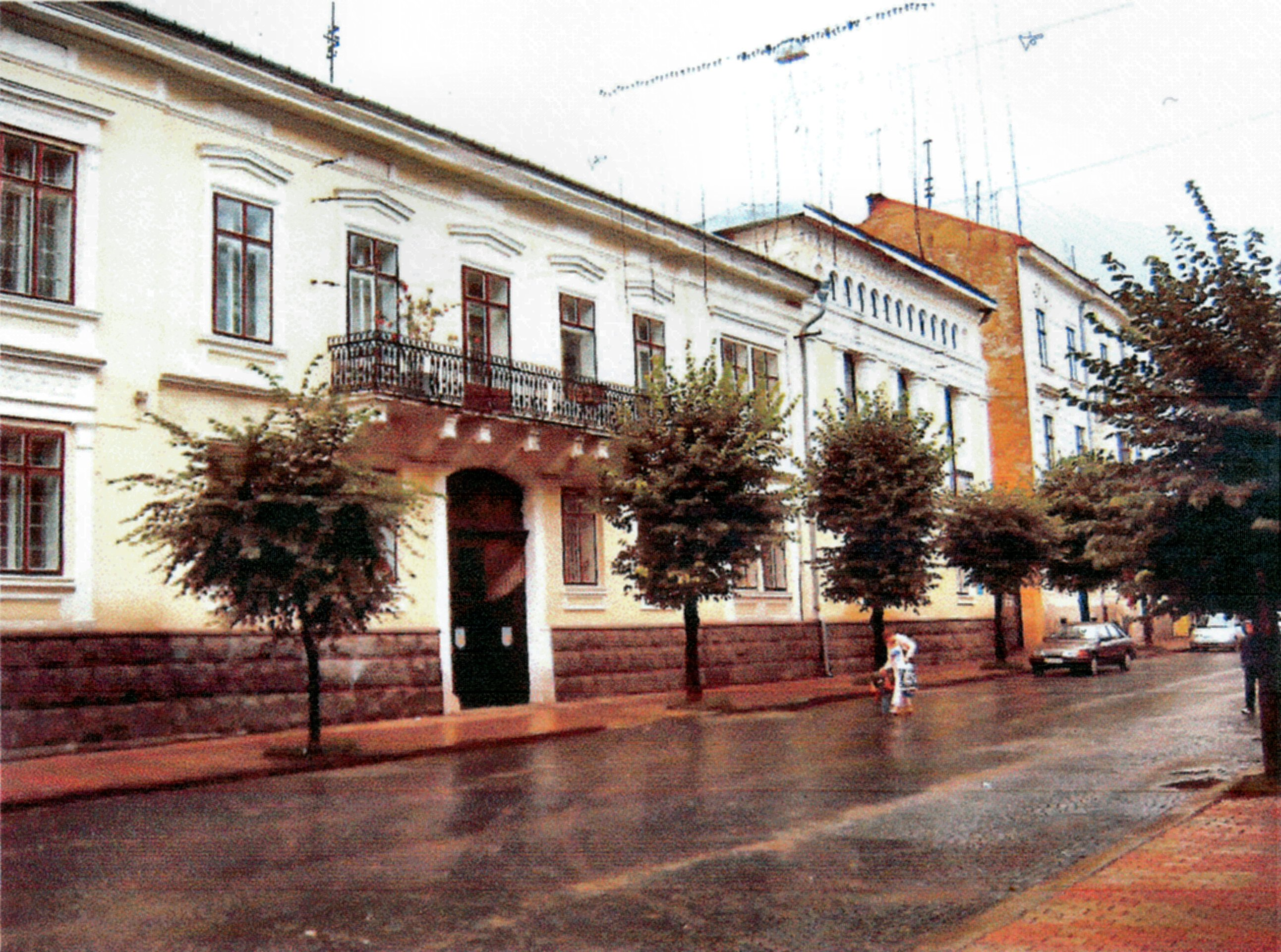
Wassilko-Palais, Czernowitz, 2006

### Ökonomie und Besitztümer
Zur Kultivierung des Brachlandes auf seinem Besitz gründete Alexander die zwei nach ihm und seiner Gattin benannten Ortschaften Alexanderdorf (1863) und Katharinendorf (1869), wo er deutsch-lutheranische Bauern aus der Umgebung und aus Brigidau in Galizien, insgesamt 50 Familien, ansiedelte. Jeder Familie stellte er bis zu 18 ha Grund, sowie Holzrechte zum Bau von Häusern und zu Feuerzwecken kostenlos zur Verfügung. Die Siedler erhielten ein Grundstück von je 1,15 Hektar zum Bau ihres Hauses, der Stallungen und als Garten. Vorerst wurden Erbpachtverträge über 25 Jahre geschlossen, die um weitere 25 Jahre verlängert werden konnten. In beiden Orten ließ er deutsche Schulen errichten (Katharinendorf 1875), für deren Erhalt den Familien eine regelmäßige, geringfügige Taxe abverlangt wurde. Die nächste lutherische Kirche lag 70 km entfernt in Czernowitz, daher ließ Alexander eine lutherische Kirche für die beiden Dörfer bauen.
Der k. k. Minister des Inneren erteilte im Einvernehmen mit den anderen beteiligten Ministern am 1. Juni 1869 dem Freiherrn sowie unter anderem dem Großgrundbesitzer Jacob Ritter von Petrowicz, dem Handelskammerpräsidenten Wilhelm Alth und der k. k. „Privaten Oesterreichischen Vereinsbank“ die Bewilligung der Errichtung einer „Aktiengesellschaft für Handelsgeschäfte“ in Czernowitz unter dem Namen „Bukowinaer Landesbank“ und genehmigte deren Statuten. Wassilko besaß die Aktienmehrheit.

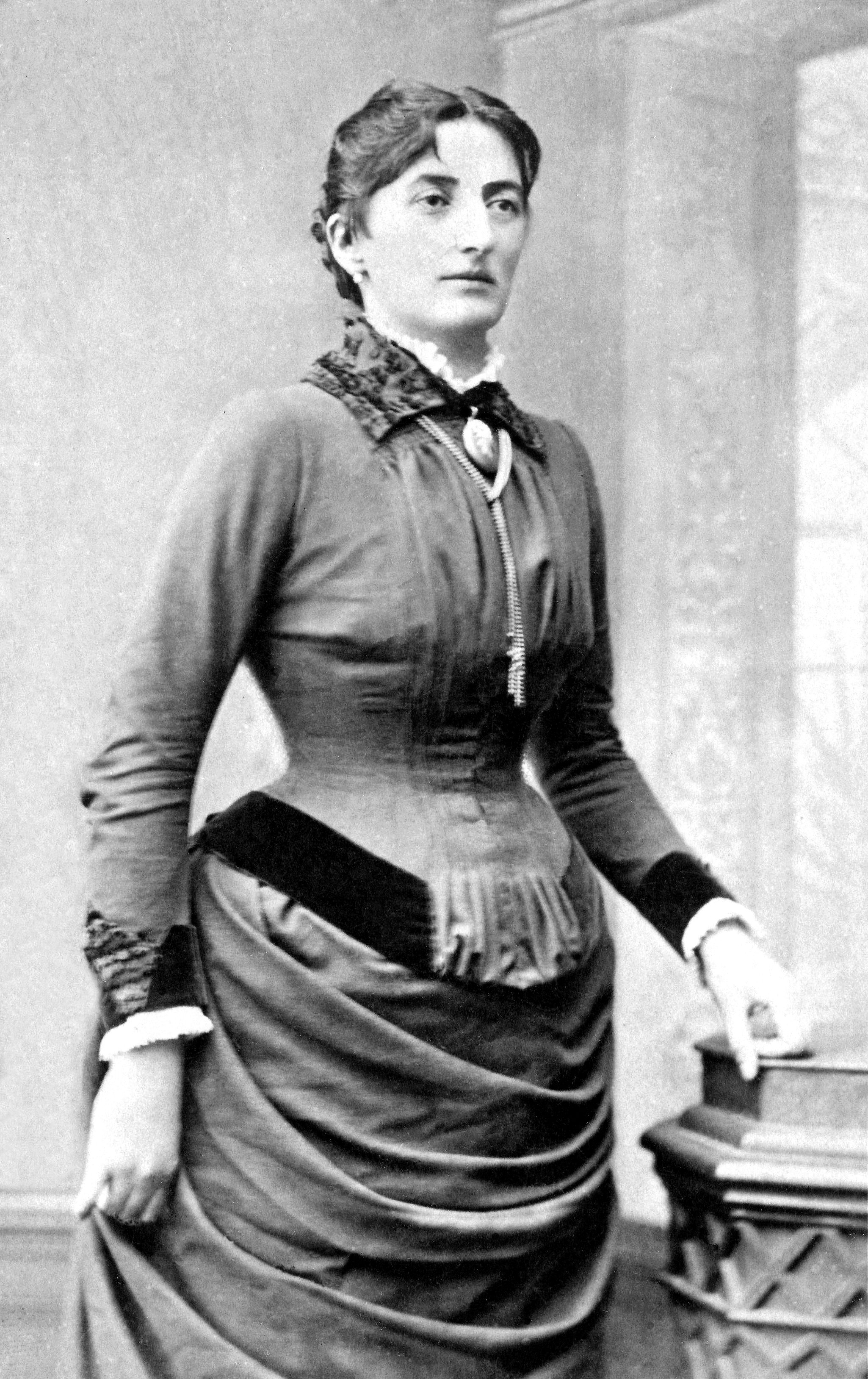
Katharina von Flondor

Bereits im Juli 1869 genehmigte ihm das k. k. Handelsministerium in Verbindung mit dem k. k. Ingenieur Anton Pawlowski das Ansuchen zum Betrieb einer mit Pferdekraft einzurichtenden Eisenbahn, ausgehend von der privaten Lemberg-Czernowitz-Jassy-Eisenbahn bei Hliboka und im Serethtal über Storosynetz, Komanestie, Zadowa, dann Lukawetz nach Berhometh und Lopuszna führend.
Der Ministerpräsident, als Leiter des Ministeriums des Inneren, erteilte am 15. Oktober 1883 im Einvernehmen mit den beteiligten Ministerien der Güterdirektion des Bukowiner griechisch-orthodoxen Religionsfonds sowie Alexander Baron Wassilko, Victor und seinem Vater Eugen Barone Styrcea, Dr. Nikolaus Ritter von Grigorcea, Dr. Johann Ritter von Zotta, Nikolaus Baron Hormuzaki und anderen, die Bewilligung zur Errichtung einer Aktiengesellschaft unter der Firma „Bukowinaer Erdölverein“ mit dem Sitz in Czernowitz und genehmigte dessen Statuten.
Einige Jahre später planten zwei Konsortien den Bau zweier dampfbetriebenen Lokalbahnlinien. Alexander förderte den Ausbau des Streckennetzes, so den Bau der 57 km langen Strecke Hliboka–Berhometh, die am 30. November 1886 eröffnet wurde. Die Bahnlinie nutzte er zum Transport von Holz aus seinen Wäldern. Unter seinem Namen lief auch eine Lokomotive, die Aleco (auch Wassilko I). Zusätzlich ließ er Holzbringungsanstalten und Industriewerke errichten. Alexanders Vater hatte den Besitz in Lopuszna (Lăpușna) zu einem Luftkurort ausbauen lassen. Er versuchte diesen durch eine Bahnverbindung von Berhometh aufzuwerten. Diese Trasse wurde jedoch erst 1909 mit Unterstützung seines Sohnes Georg Graf Wassilko von Serecki gebaut und in Betrieb genommen.
Alexander erwarb 1886 das „Wassilko-Palais“ genannte Anwesen in der Herrengasse 38 in Czernowitz (heute Olga-Kobyljanska-Straße 34). Er ließ Schloss Berhometh fertigstellen, das 1915 während der russischen Offensive den Flammen zum Opfer fiel und gab 1889 den Bau einer neuen Kirche in Berhometh in Auftrag. Deswegen ließ er die von seinem Urgroßvater 1773 erbaute versetzen, und zwar in ein auch ihm gehörendes Dorf, nämlich Szypot (Șipotele pe Siret). Er war mit Abstand der größte Grundbesitzer der Bukowina und zählte auch in der Österreich-Ungarischen Monarchie zu den größten. Da seine Brüder, der k. k. Major Michael (* 28. Januar 1836; † 22. Februar 1870) und Georg (* 1840; † 20. August 1871), kinderlos verstorben waren, bewilligte ihm 1888 Kaiser Franz Joseph I. mit Zustimmung beider Häuser des Reichsrates die Einrichtung und Führung eines Realfideikommisses.
Die nach der Familie benannte Wassilkogasse in Czernowitz, eine Seitenstraße der Herrengasse, hieß ihm zu Ehren ab 1924 Strada Alexandru Vasilco (heute Saksahanskyj-Straße). In dieser Straße, Hausnummer 5, wuchs der deutsch-jüdische Autor Paul Celan auf.

## Familie
Der Baron war der älteste Sohn des Jordaki (1795–1861) und der Pulcheria von Kalmucki (1811–1896). Er heiratete am 16. Juni 1859 auf Schloss Hliniţa Katharina von Flondor (* 21. Juli 1843 in Hlinitza; † 27. Dezember 1920 auf Schloss Mihowa), die Tochter des Großgrundbesitzers und Eigners von Hliniţa, Jordaki Ritter von Flondor (1798–1868). Die Ehe brachte vier Söhne hervor: Georg (1864–1940), erbliches Herrenhausmitglied und Landeshauptmann der Bukowina, Stephan (1869–1933), k. u. k. Ministerialrat im Innenministerium und Rittmeister d. R., Alexander (1871–1920), Oberstleutnant und Kammervorsteher des Erzherzogs Heinrich Ferdinand sowie Viktor (1872–1934), rumänisch-orthodoxer Erzpriester, die späteren Kämmerer und Grafen.
Alexanders überraschender Tod 1893 führte zu „tiefer Bestürzung und Trauer“ in der Bevölkerung, sowie auch fraktionsübergreifend bei seinen politischen Freunden und Gegnern.

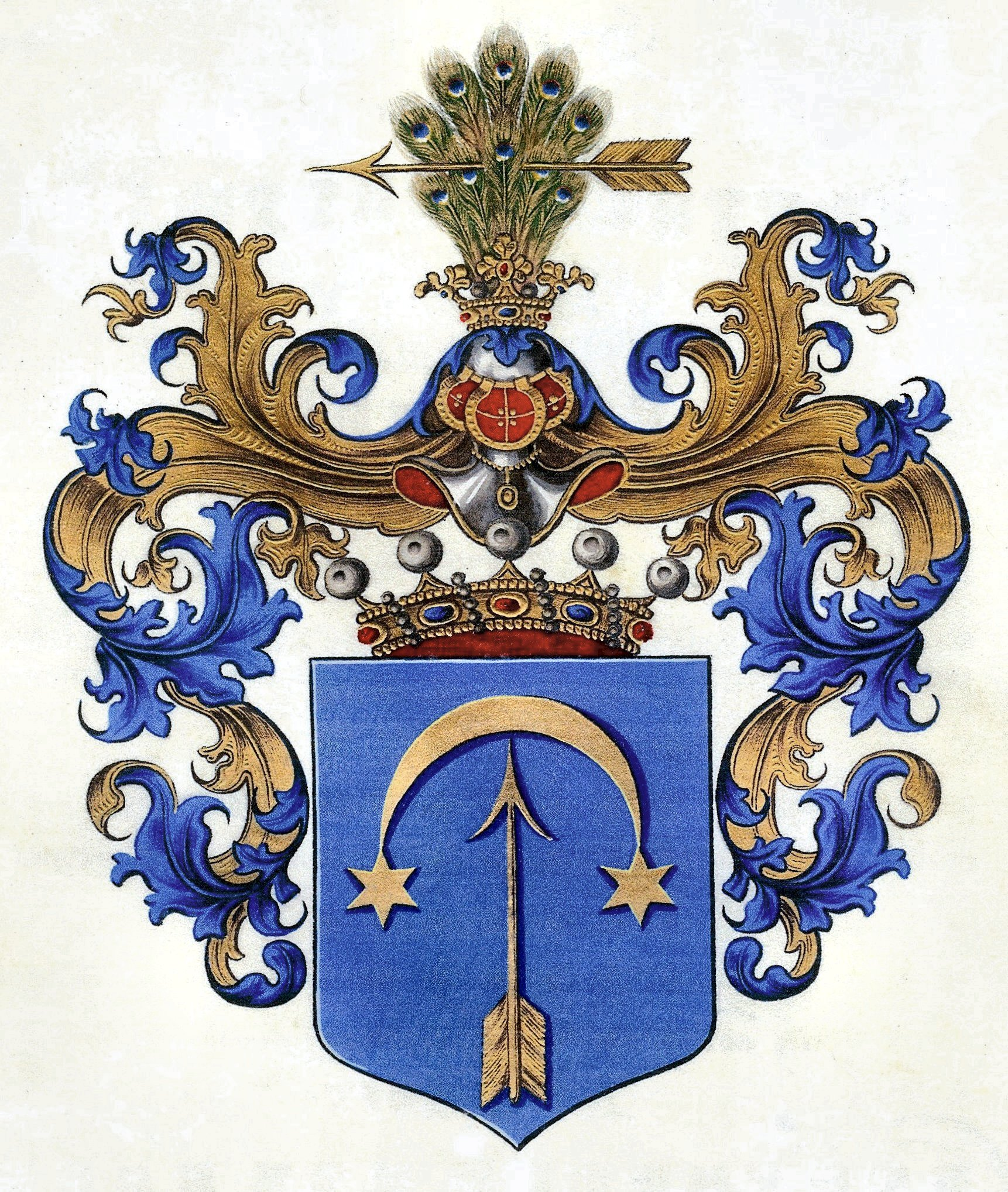
Wappen der Freiherren Wassilko von Serecki

## Wappen
1855: „Ein blauer Schild, in welchem ein aufgerichteter Pfeil von einem mit der Sichel abwärtsgekehrten, und an jeder seiner Spitzen mit einem Sterne besetzten Halbmonde, alles golden. Auf dem Hauptrande des Schildes ruhet die goldene Freyherrnkrone auf welcher ein Turnierhelm ins Visier gestellt ist, von dem blaue, mit Gold unterlegte Helmdecken herabhängen. Den Helm ziert eine goldene Krone aus welchem ein natürlicher Pfauenwedel, zwei Reihen zu je fünf Federn, hervorgeht, welcher von einem goldenen Pfeil quer nach rechts hinter der mittelsten durchschossen ist.“

## Bildergalerie

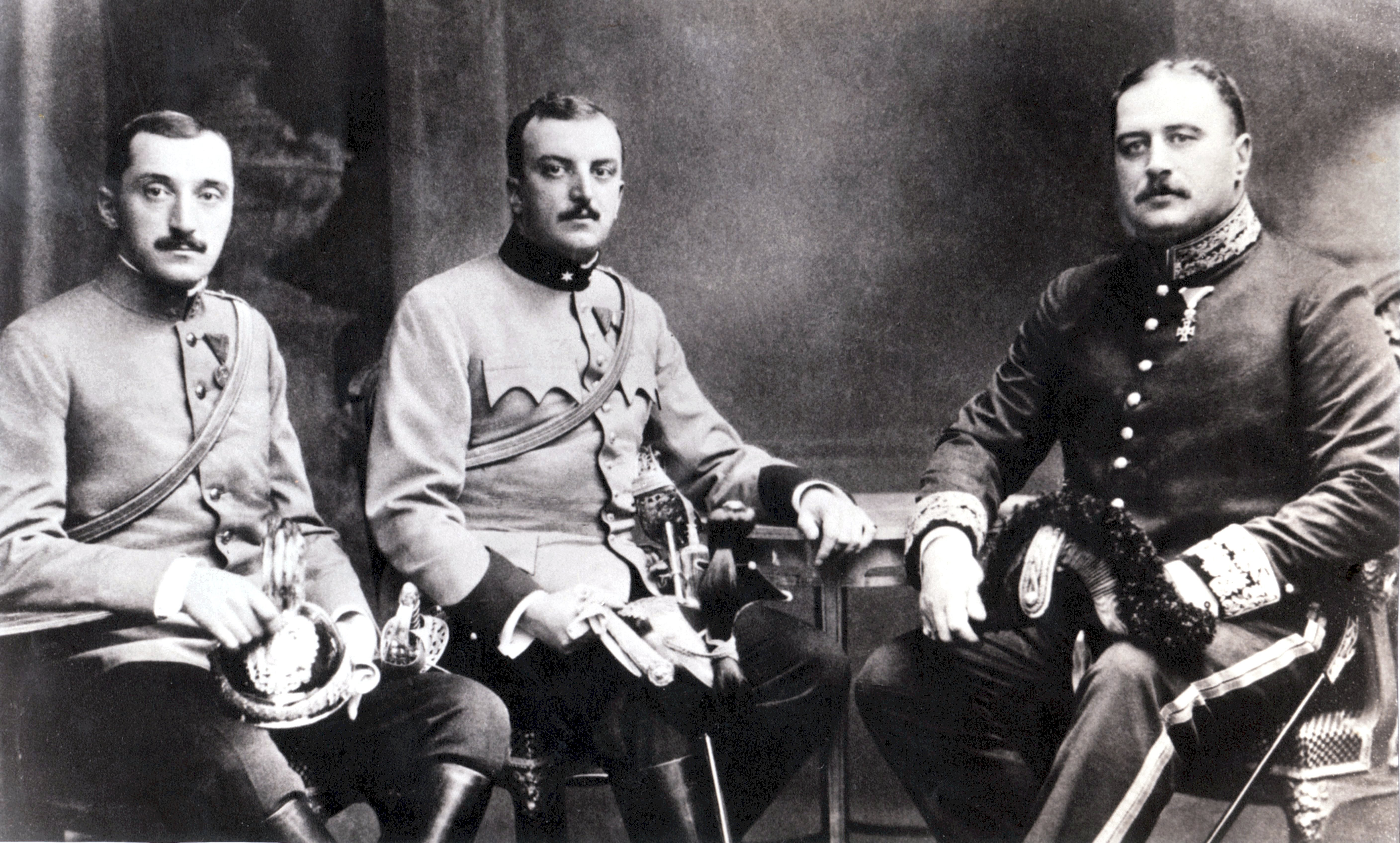
Die Söhne Alexander, Stephan und Georg (v. li.)
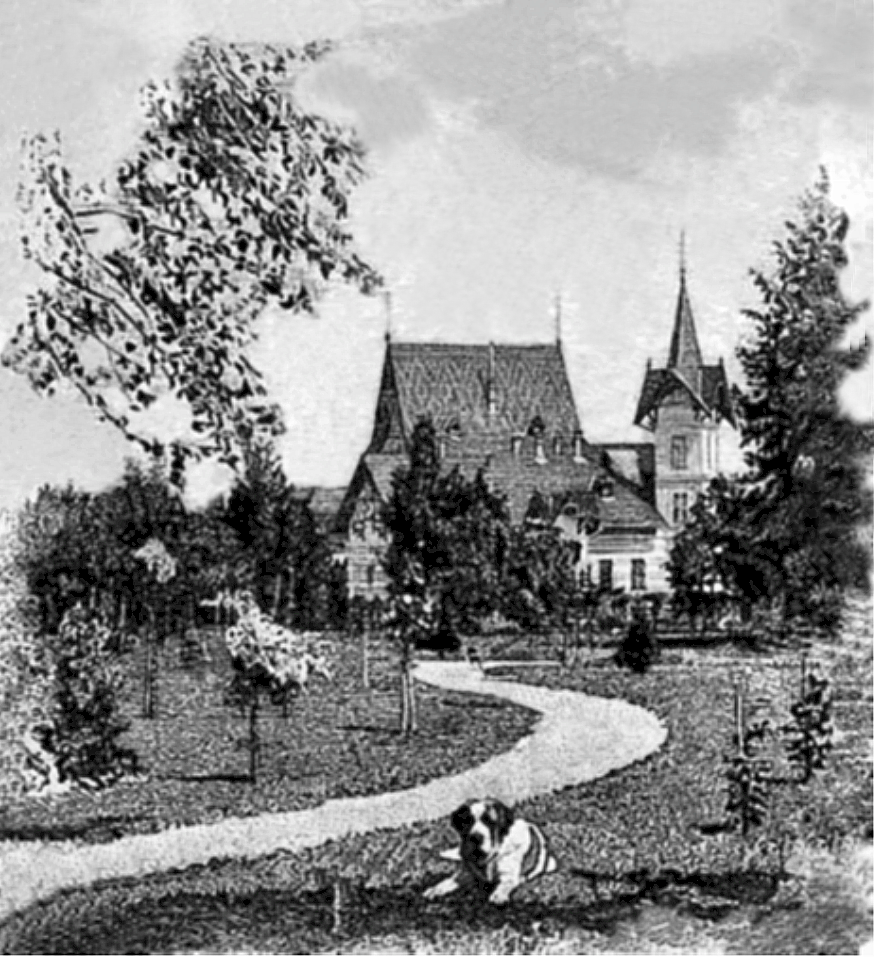
Schloss Berhometh um 1900 - 1
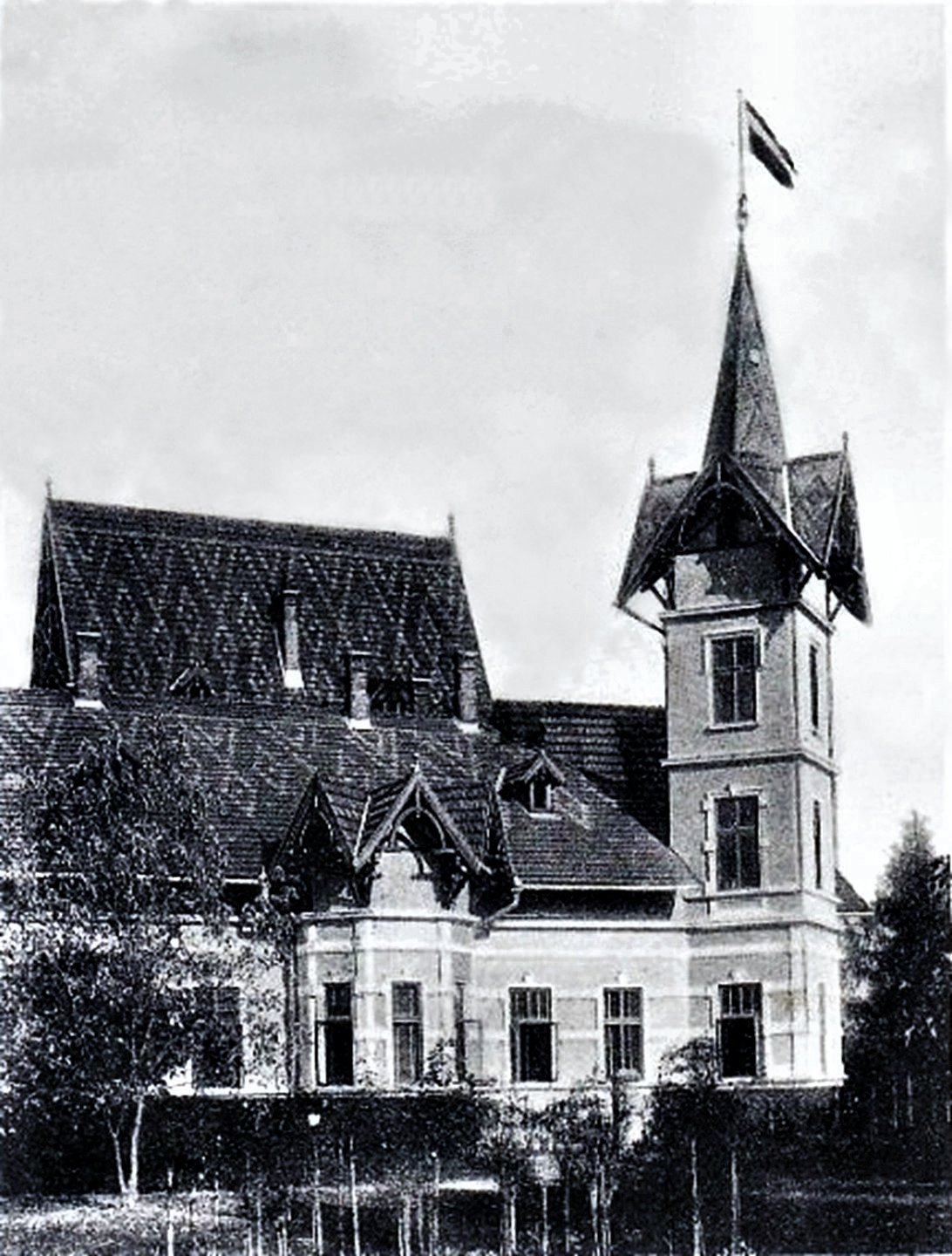
Schloss Berhometh um 1900
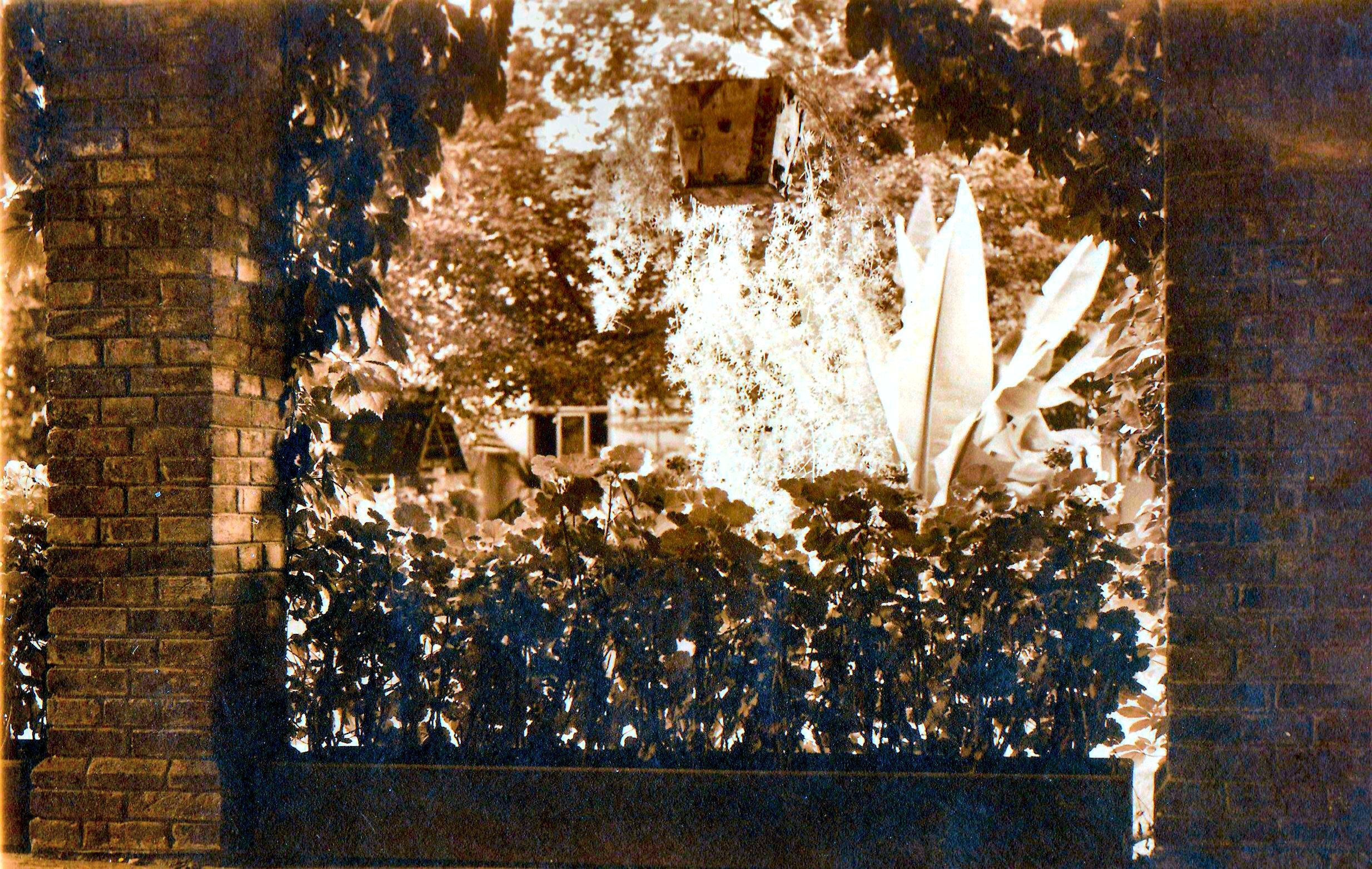
Schlosspark Berhometh
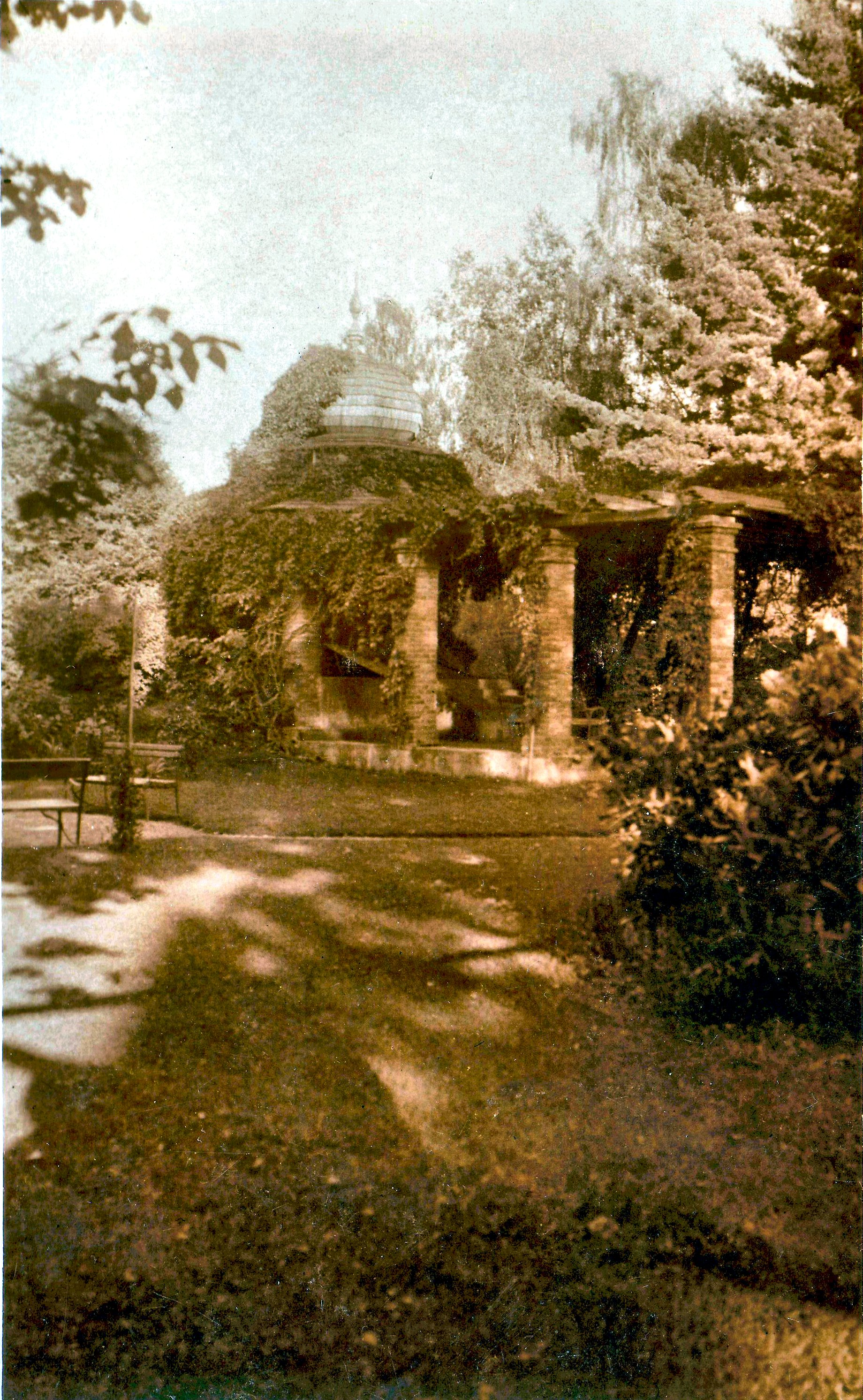
Schlosspark Berhometh
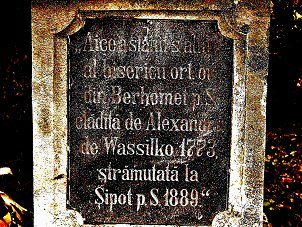
Gedenkstein für die Kirche in Berhometh (1889)
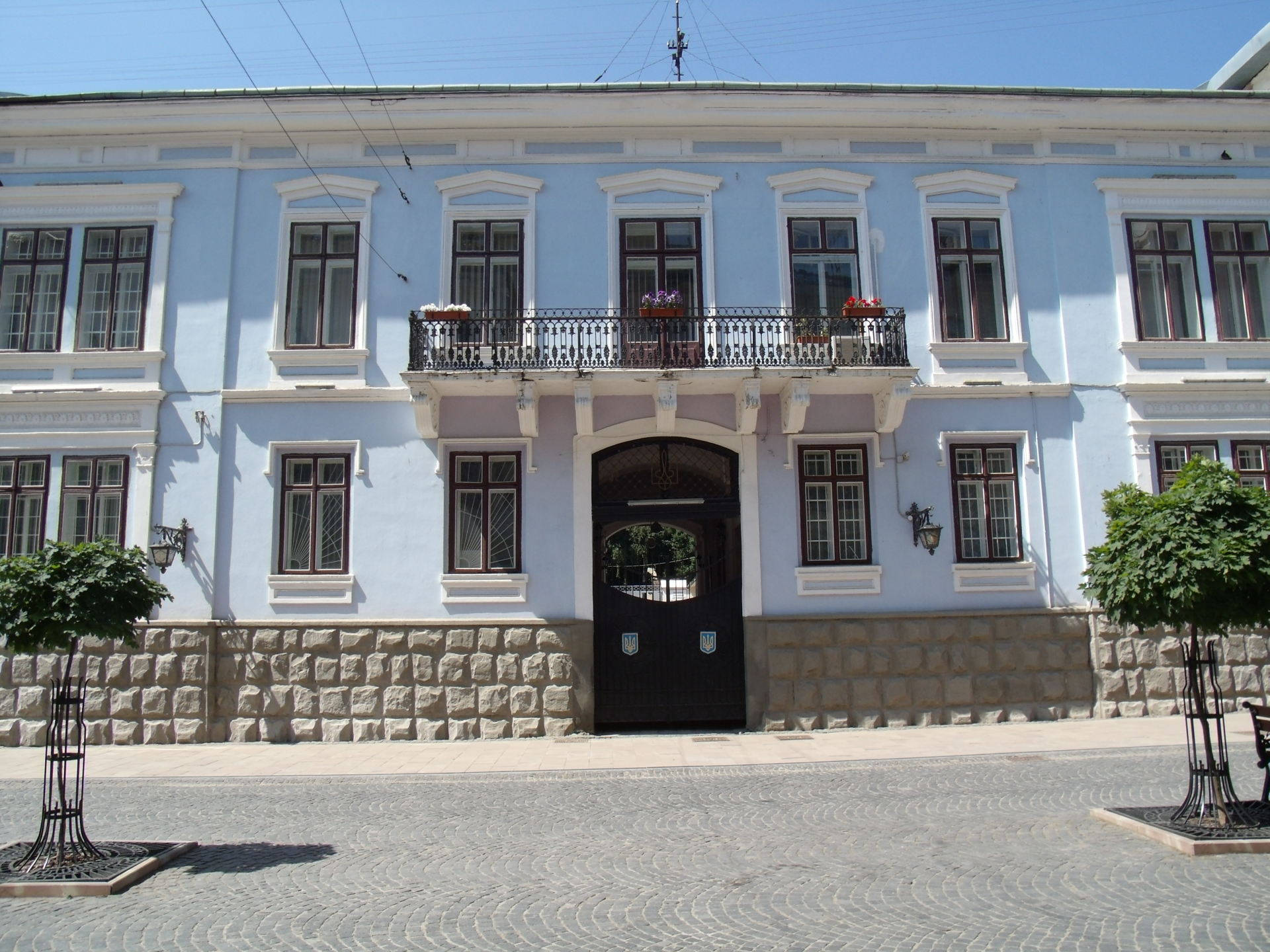
Wassilkopalais, heute Kobylianskastraße 34
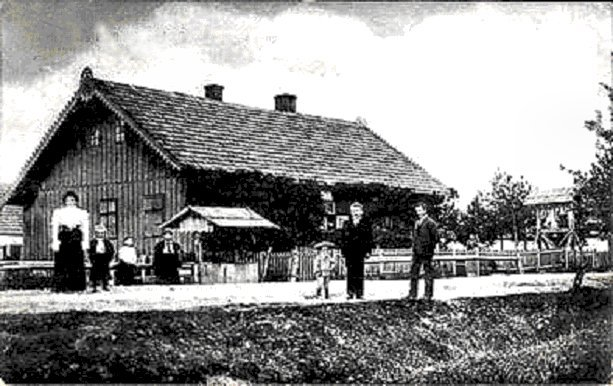
Katharinendorf (um 1900)
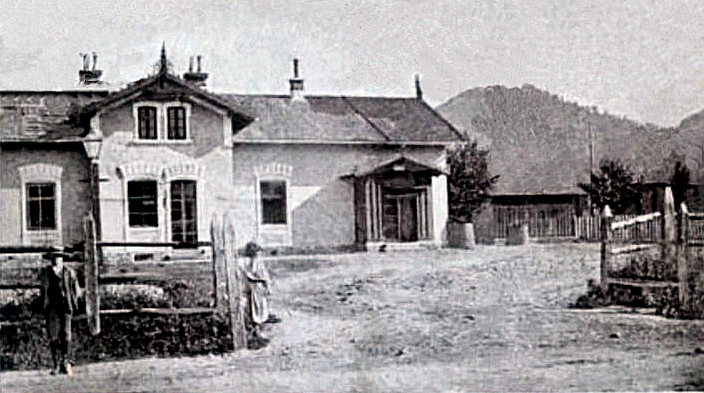
Bahnhof von Berhometh nach 1886
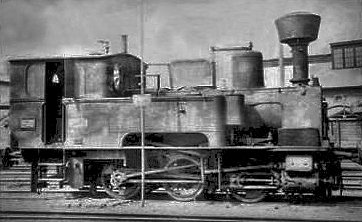
Die Aleco (1889)
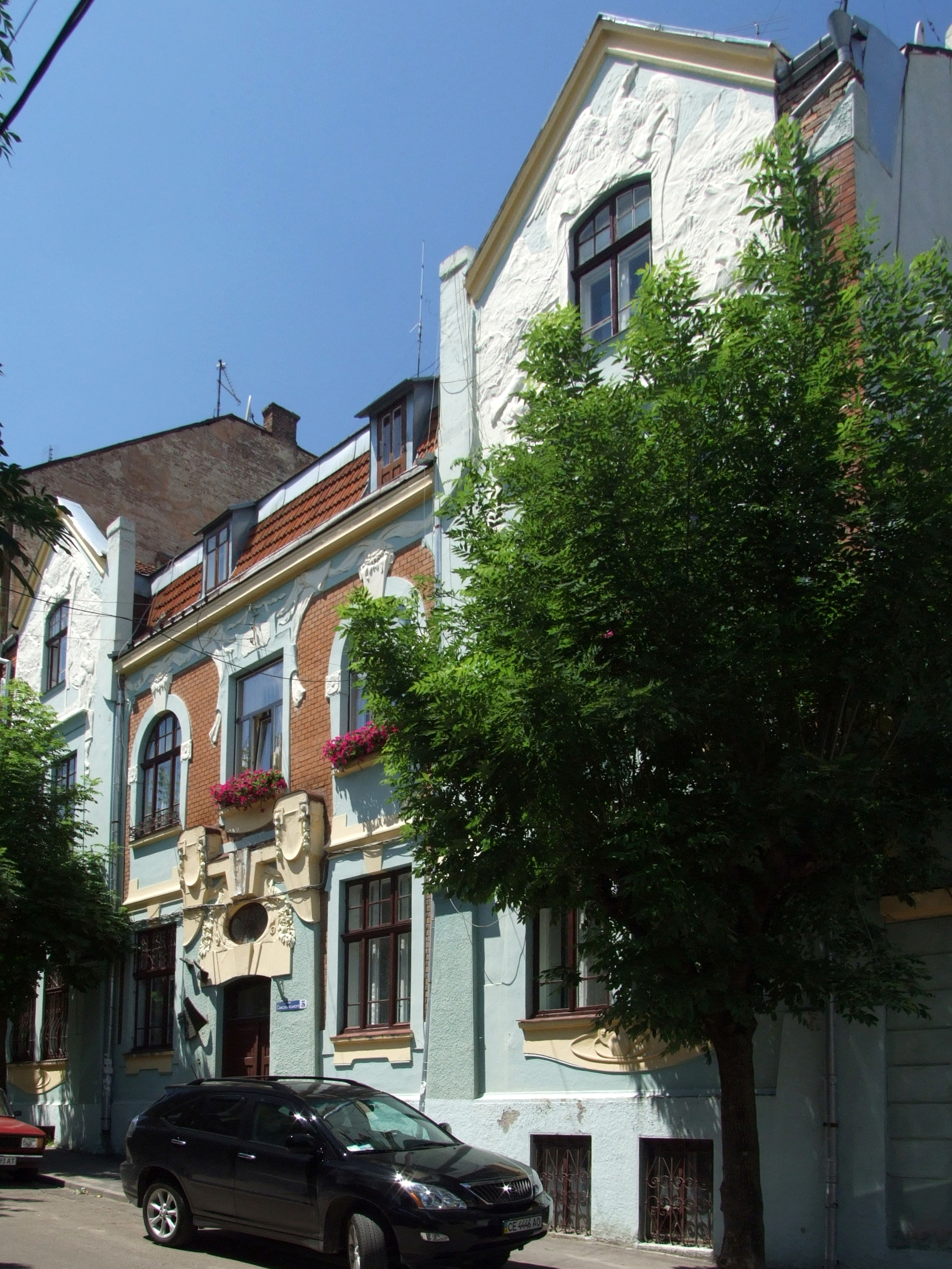
Wassilkogasse 5 (2011)